# 凱科山
13°12′45″S 72°50′53″W / 13.21250°S 72.84806°W
凱科山（Kaiko），是秘魯的山峰，位於該國東南部庫斯科大區，屬於安地斯山脈中維爾卡潘帕山脈的一部分，該山峰海拔高度約為5,265米。